# Stakitøl
En stakitøl er en øl, der består af en flaske, der er omkranset af en ramme af brædder, der ligner et stakit. Danske bryggerier begyndte at sælge stakitøl i 1930'erne til afløsning for øl i små ølankre. Det var alene hvidtøl, der blev solgt som stakitøl.

## Eksterne links
- Stakitøl på bryggerihistorie.dk Arkiveret 18. januar 2009 hos  Wayback Machine